# نخستین اجلاس بریک
نخستین اجلاس بریک (انگلیسی: 1st BRIC summit) در یکاترینبورگ، روسیه برگزار شد. این نشست در تاریخ ۱۶ ژوئن ۲۰۰۹ با حضور رهبران کشورهای برزیل، روسیه، هند و چین آغاز به کار کرد.

## شرکت‌کنندگان

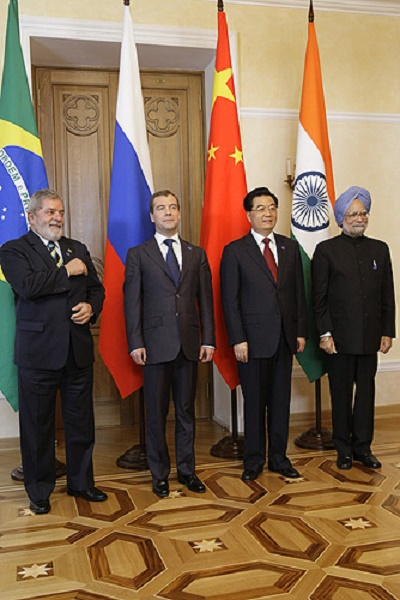
رهبران حاضر در نخستین اجلاس بریکس. از چپ عبارتند از: رئیس‌جمهور برزیل لوئیس ایناسیو لولا دا سیلوا؛ رئیس‌جمهور روسیه دمیتری مدودف؛ رئیس‌جمهور چین هو جینتائو و نخست‌وزیر هند مانموهان سینگ.

| کشورهای عضو بریک دولت و رهبر میزبان در جدول برجسته نشان داده شده‌اند. |       |                             |           |
| کشور                                                                 | کشور  | نماینده                     | عنوان     |
| برزیل                                                                | برزیل | لوئیس ایناسیو لولا دا سیلوا | رئیس‌جمهور |
| روسیه                                                                | روسیه | دمیتری مدودف                | رئیس‌جمهور |
| هند                                                                  | هند   | مانموهان سینگ               | نخست‌وزیر  |
| چین                                                                  | چین   | هو جینتائو                  | رئیس‌جمهور |

## موضوعات
رهبران بریک پیرامون بحران مالی جهانی، توسعه جهانی، و تقویت اقتصادی کشورهای عضو گروه بریک بحث و تبادل نظر کردند.

### مسائل سیاسی
از جمله مسائل مهمی که مورد بحث قرار گرفت، ایجاد اصلاحات در ساختار سازمان ملل متحد بود.کشور های گروه بریک در بیانه‌ای اعلام کردند " ما بر اهمیت جایگاه هند و برزیل در امور بین‌الملل تاکید می‌کنیم و آرمان‌های آنها را برای ایفای نقش بیشتر در سازمان ملل متحد درک و حمایت می‌کنیم."

### بحران غذایی
با توجه به بحران قیمت جهانی موادغذایی در سال‌های ۲۰۰۷-۲۰۰۸ ، این رهبران بیانیه مشترکی را در مورد امنیت غذایی صادر کردند و خواستار "اقدام همه دولت‌ها و سازمان‌های بین‌المللی مربوط" شدند؛ و بار دیگر بر "تعهد خود برای کمک به تلاش‌ها برای غلبه بر بحران جهانی مواد غذایی" تاکید کردند.

## گالری تصاویر

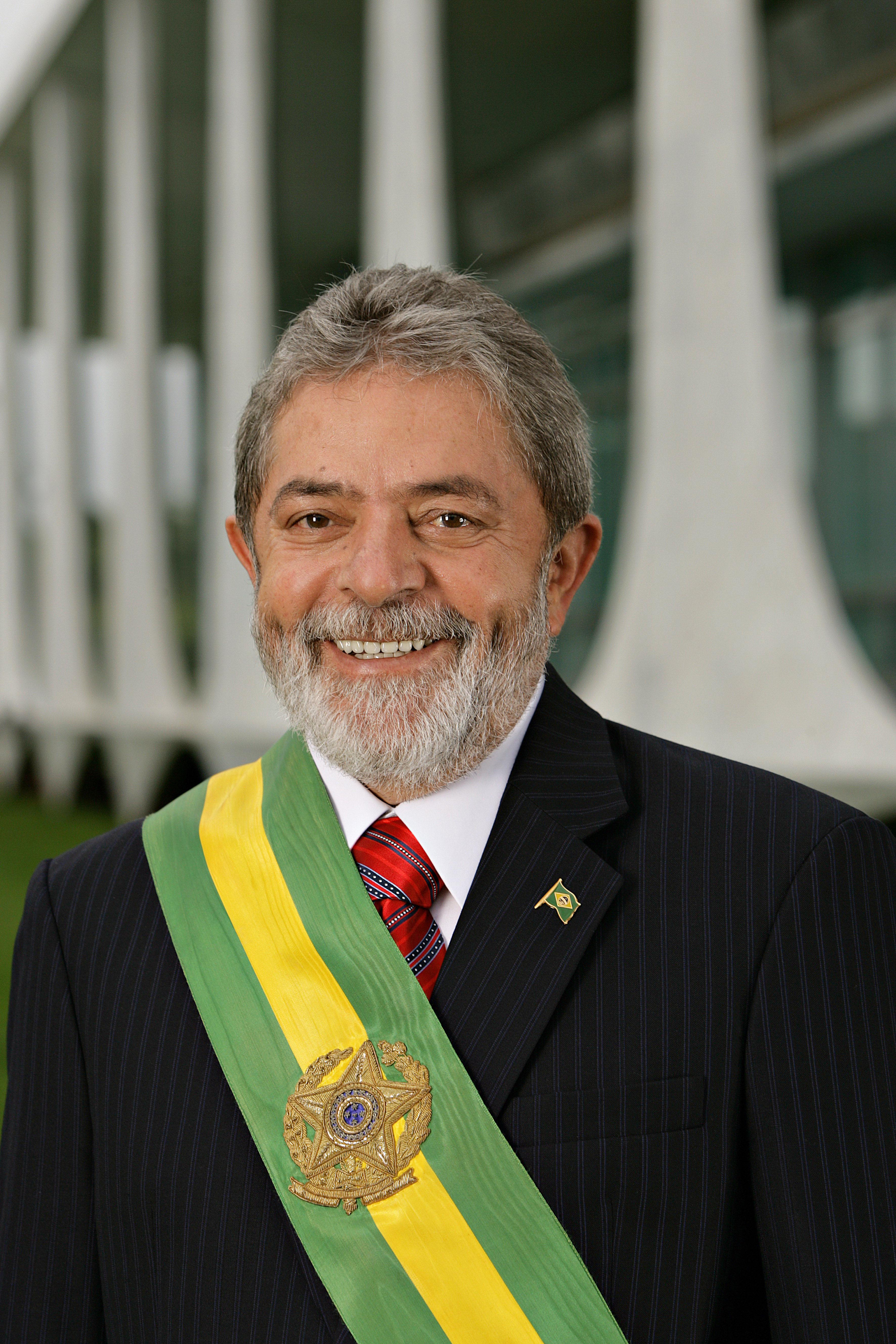
برزیل لوئیس ایناسیو لولا دا سیلوا، رئیس‌جمهور برزیل
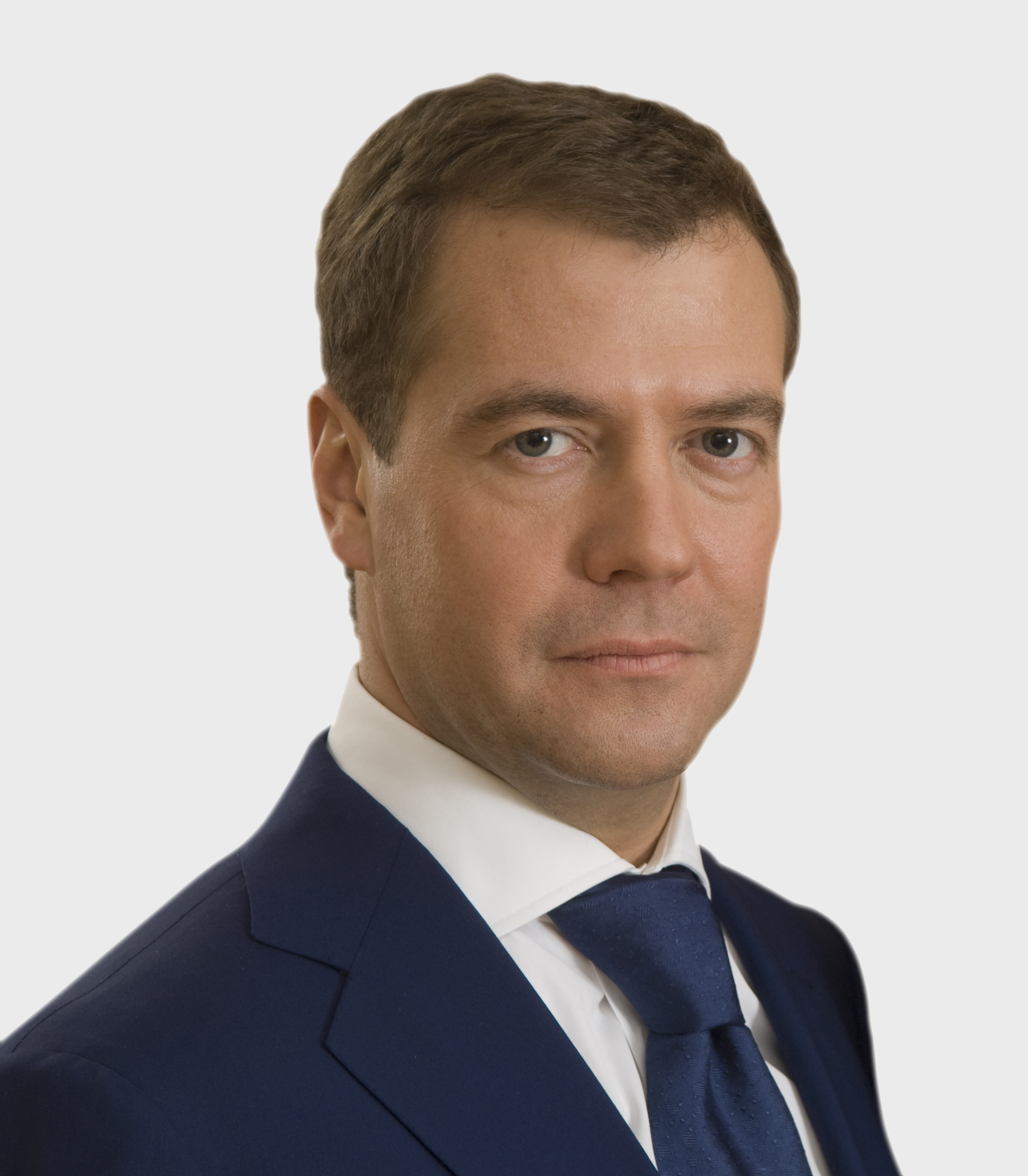
روسیه دیمیتری مدودف، رئیس‌جمهور روسیه (میزبان)
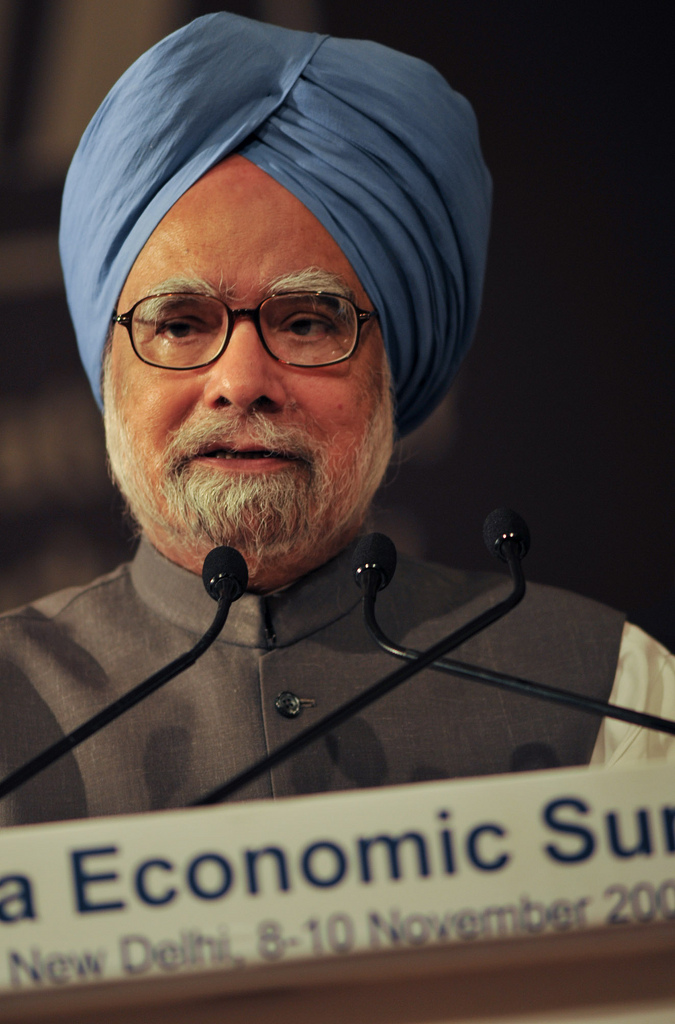
هند مانموهان سینگ، نخست‌وزیر هند
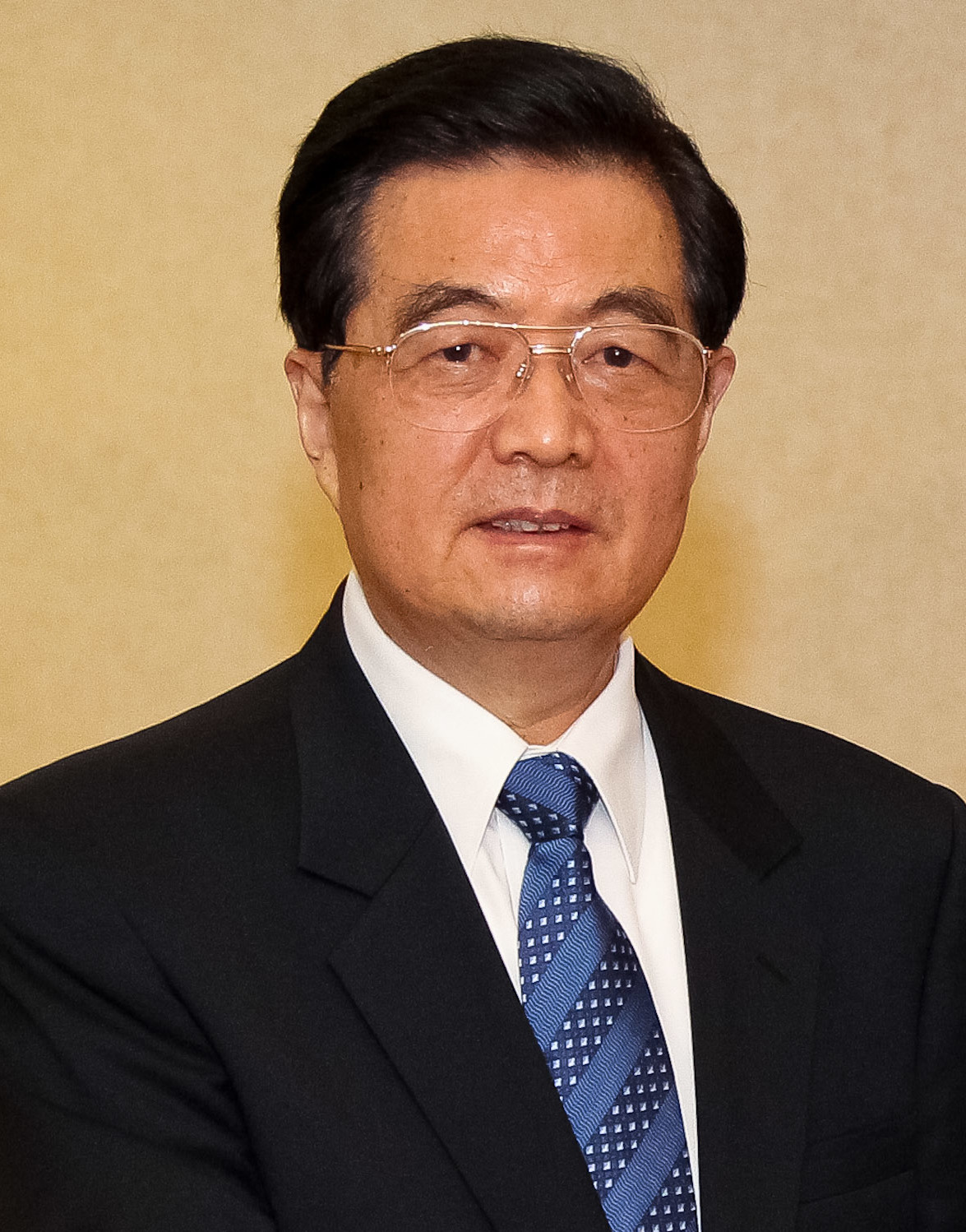
چین هو جینتائو، رئیس‌جمهور چین